# Марагаль, Паскуаль
Паскуаль Марагаль (кат. Pasqual Maragall; род. 13 января 1941[…], Барселона) — каталонский политический деятель, бывший 127-й президент женералитета Каталонии. В бытность Паскуаля Марагаля в должности мэра Барселоны (1982—1997) город получил право на проведение Олимпиады 1992 года.

## Биография
Паскуаль Марагаль родился в многодетной семье адвоката и политика Жорди Марагаля, приходится внуком каталонскому поэту Жоану Марагалю. Младший брат Эрнест Марагаль также стал политиком. В 1965 году он женился на экономистке Диане Гарригоcе, в этом браке у него родились две дочери и сын. Марагаль принимал активное участие в политической жизни с 1961 года, состоял в Рабочем фронте Каталонии и принадлежал к левому антифранкистскому движению Народно-освободительного фронта. Он изучал право и экономику в Барселонском университете в 1957—1964 годах, по окончании которого в 1965 году занял должность экономиста в департаменте урбанизма мэрии Барселоны. Преподавал экономику в Барселонском автономном университете в качестве ассистента профессора Жозепа Брикала. В 1971—1973 годах Марагаль проживал в Нью-Йорке, где получил степень магистра экономических наук в Университете Новой школы.
По возвращении в Барселону в 1973 году Марагаль вернулся на работу в мэрии Барселоны, где в качестве временного ассистента читал лекции по городской экономике и международной экономике. Годом ранее он вступил Социалистическую конвергенцию Каталонии. В 1978 году на экономическом факультете он защитил докторскую диссертацию с работой на тему «Цены на городские земли». В 1978 году он был исследователем и приглашённым профессором в Университете Джонса Хопкинса в Балтиморе. Этот университет позднее присвоит ему звание почётного доктора.
Марагаль вошёл в избирательный список СКК на первых демократических муниципальных выборах в городской совет Барселоны в 1979 году, и эта партия получила большинство голосов. Его друг Нарсис Серра стал мэром, а он занял должность заместителя мэра по вопросам административной реформы, а затем по вопросам налогообложения. После назначения Нарсиса Серры министром обороны Испании в новом социалистическом правительстве Фелипе Гонсалеса Марагаль с 1 декабря 1982 года занял должность мэра Барселоны.
В 1986 году Барселона была выбрана местом проведения летних Олимпийских игр 1992 года, и мэр города Паскуаль Марагаль председательствовал в оргкомитете (COOB’92). Эта Олимпиада обеспечила город крайне необходимой инфраструктурой. По модели проведения Олимпиады также была проведён универсальный форум культур 2004 года по инициативе Марагаля, где он продемонстрировала тот же подход к организации мероприятия. Олимпиада-92 года помогла Барселоне обрести статус одного из важнейших городов Европы. В 1991—1997 годах Марагаль занимал должность председателя Совета муниципалитетов и регионов Европы. Он также был вице-президентом Международного союза местных властей и председателем Комитета регионов Европейского союза в 1996—1998 годах.